# Stenotarsus nilgiricus
Stenotarsus nilgiricus es una especie de coleóptero de la familia Endomychidae.

## Distribución geográfica
Habita en la India.